# العمارة في إفريقيا
عمارة إفريقيا متنوعة بشكل استثنائي، شأنها في ذلك شأن جوانب أخرى من ثقافة إفريقيا. على مدى تاريخ إفريقيا، كان لدى الأفارقة تقاليدهم المعمارية الخاصة. وفي بعض الحالات، يمكن تحديد أنماط أوسع، مثل عمارة الساحل في منطقة غرب إفريقيا. أحد الموضوعات الشائعة في العمارة الإفريقية التقليدية هو استخدام المقياس الكسيري: الأجزاء الصغيرة من الهيكل تميل إلى أن تبدو مشابهة للأجزاء الأكبر، مثل قرية دائرية مصنوعة من المنازل الدائرية.

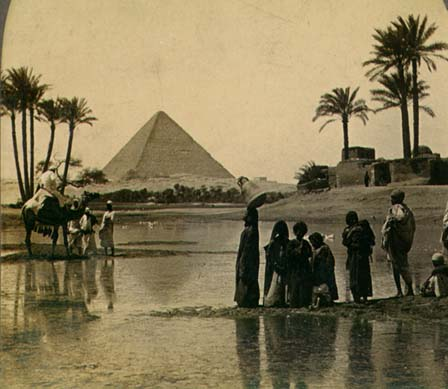
تعتبر أهرامات الجيزة واحدة من أعظم الانجازات المعمارية في جميع الأوقات، وواحدة من عجائب الدنيا السبع في العالم القديم.

كما هو الحال مع معظم التقاليد المعمارية في الأماكن الأخرى، فالعمارة الإفريقية تعرضت لعوامل خارجية عديدة منذ الفترات الأولى التي تتوافر عنها الأدلة. قد أثرت العمارة الغربية أيضا على المناطق الساحلية منذ أواخر القرن الخامس عشر، وأصبحت الآن مصدرا هاما للعديد من المباني الكبيرة، وخاصة في المدن الكبرى.
العمارة الإفريقية تستخدم مجموعة واسعة من المواد. نجد مباني من القش، والخشب والطين والطوب اللبن والتربة المدكوكة والحجر، مع تفضيل المواد المختلف حسب المنطقة: الحجر والتربة المدكوكة في شمال إفريقيا، الملاط والحجر الجاف في القرن الإفريقي، الطين / الطين اللبن في غرب إفريقيا، القش / الخشب ومواد أخرى قابلة للتلف في إفريقيا الوسطى، القش / الخشب والحجر في جنوب شرق وجنوب إفريقيا.
1. ثماني الشكل (خلية النحل)
2. مخروط على اسطوانة
3. مخروط على أعمدة واسطوانة طينية
4. سقف مجملن
5. مخروط هرمي
6. مستطيل مع سقف دائري ومنحدر عند الحواف.
7. ساحة / ميدان
8. قبة أو سقف مسطح على صندوق من الطين
9. شكل رباعي، يحيط بفناء مفتوح
10. شكل مخروطي

## العمارة المبكرة
ربما كانت أهرامات مصر، على الأرجح، من أكثر المباني شهرة في إفريقيا، واحدة من أعظم إنجازات الهندسة المعمارية في العالم، وإن كانت محدودة في نطاقها العملي، ونابعة من سياق جنائزي بحت. كما شهدت التقاليد المعمارية المصرية ازدهار شاسعاً في تشييد المباني والمعابد.
المعلومات ضئيلة عن العمارة القديمة في جنوب وغرب الصحراء الكبرى. المنليثات المتراصة حول نهر كروس يصعب تحديد تاريخها، والتي لديها تصاميم بشرية أو هندسية. كما أن العدد الهائل من الدوائر الميغاليثية في سينيغامبيا يدل على العمارة الناشئة.

### شمال إفريقيا

#### مصر
تفاوتت إنجازات مصر في الهندسة المعمارية من المعابد والمدن المغلقة والقنوات والسدود.

#### العمارة المغربية
ترك الأمازيغ الآلاف من المقابر التي وجدت في الأصل قبل المسيحية وكانت لهم هندسة معمارية فريدة من نوعها في شمال غرب إفريقيا. أكثرهم شهرة هو الضريح الملكي الموريتاني في غرب الجزائر. يحتوي هذا الهيكل على مسارات مقببة محمولة على عماويد ومتصاعدة تؤدي إلى غرفة واحدة.

#### النوبة
العمارة النوبية تعد واحدة من أقدم العمارات في العالم. أول طراز من العمارة النوبية يشمل العمارة المنحوتة في الصخور، مباني منحوتة من الصخور الصلبة، وهي إنجاز للمجموعة-أ (3700-3250 قبل الميلاد). استخدم المصريون تلك العملية بشكل مكثف في سبيوس أرتيميدوس (معبد باخت في المنيا) وأبو سمبل. أدت المجموعة-أ في نهاية المطاف إلى المجموعة-جـ. بدأت المجموعة-جـ بالمواد الخفيفة والمرنة، والجلود الحيوانية، والتعريشة والجص. ولاحقا أصبحت القاعدة مكونة من هياكل من الطوب الطيني. كانت ثقافة المجموعة-جـ مرتبطة بكرمة. نشأت كرمة حوالي 2400 قبل الميلاد. كانت مدينة مسورة تحتوي على مبنى ديني، ومسكن دائري كبير، وقصر، وطرق جيدة. على الجانب الشرقي من المدينة، كان يوجد المعبد الجنائزي ومصلى. وكان يتسع لعدد السكان البالغ 2,000 نسمة. كانت ديفوفا واحدة من أكثر منشآتها الباقية، تم تنفيذ مراسم معبد من الطوب اللبن على القمة. بين 1500-1085 قبل الميلاد، تم تحقيق الفتح المصري والهيمنة على النوبة.
هذا الفتح جلب المرحلة النبتية من التاريخ النوبي، ولادة مملكة كوش. تأثرت كوش بشكل كبير بمصر واحتلت مصر في النهاية. خلال هذه المرحلة، نرى بناء العديد من الأهرامات والمعابد. كان جبل البركل في بلدة نبتة موقعا هاما جدا. حيث تم تتويج الفراعنة الكوشيين هناك. تم حفر 13 معابد وقصرين في نبتة. لكن لم يتم حفر نبتة بالكامل. وقد شيدت الأهرامات النوبية على ثلاثة مواقع رئيسية الكرو، ونوري، ومروي. السودان لديها أهرامات أكثر من مصر. فالسودان لديها 223 هرماً. وكانت أصغر من الأهرامات المصرية. الأهرامات النوبية كانت للملوك والملكات. كان البناء العام للأهرامات النوبية يتكون من جدران شديدة الانحدار، ومصلى يطل على الشرق، ودرج يواجه الشرق، ومدخل لغرفة عبر الدرج. موقع مروي يحتوي على معظم الأهرامات النوبية ويعتبر أكبر موقع أثري في العالم. حوالي 350 م تم غزو المنطقة من قبل مملكة أكسوم الإثيوبية وانهارت المملكة.

### القرن الإفريقي

#### العمارة الاكسومية
المبنى الأكثر شهرة لتلك الفترة في المنطقة هو البرج متعدد الطوابق المدمر من القرن الثامن قبل الميلاد  في يها في إثيوبيا، ويعتقد أنها كانت عاصمة دعمت (مملكة كانت تقع في شمال إثيوبيا).
ازدهرت عمارة أكسوم في المنطقة بدءاً من القرن الرابع قبل الميلاد، واستمرت حتى بعد انتقال سلالة أكسوم إلى زغوي في القرن الـ 12، كما يظهر في العديد من التأثيرات الأكسومية في الكنائس في القرون الوسطى في لاليبيلا. تم حفر اللوحات التذكارية ولاحقاً الكنائس بالكامل من كتل واحدة من الصخور، تم استخدام العملية لاحقاً في لاليبيلا وعبر تيغراي. وتشمل المباني الأثرية الأخرى مقابر ضخمة تحت الأرض غالبا ما تقع تحت اللوحات التذكارية. اللوحات التذكارية هي أكبر هيكل مونوليثي تم تشييده (أو محاولة تشييده) في أي وقت مضى. ومن بين المباني الأخرى المعروفة التي تستخدم التماثيل مقابر مثل «قبر الباب الكاذب» ومقابر الملك كالب وقبر مسكل في أكسوم.
مع ذلك، فقد بنيت معظم المنباني، مثل القصور والفيلات والمنازل المشتركة، والكنائس والأديرة الأخرى، من طبقات متناوبة من الحجر والخشب. وقد سميت عوارض الدعم الخشبية البارزة في هذه المباني باسم «رؤوس القرد» وهي جزء أساسي من العمارة الأكسومية وعلامة للتأثير الأكسومي في المنشآت اللاحقة. بعض الأمثلة على هذا الطراز لديها واجهات بيضاء وكذلك في من الداخل، مثل دير يمرهانا كريستوس بالقرب من لاليبيلا الذي يعود للعصور الوسطى في القرن ال 12، الذي بني خلال سلالة زغوي على الطراز الأكسومي. كانت المنازل في تلك الفترة عبارة عن مباني حجرية مكونة من غرفة واحدة أو بيوت مربعة أو مستديرة منالحجر الرملي مكونة من طابقين ذات أساسات من البازلت. كانت الفيلات بشكل عام من طابقين إلى أربعة طوابق ذات مساقط أفقية مستطيلة وممتدة (كما في أطلال دونغور). ومن الأمثلة الجيدة على العمارة الأكسومية التي لا تزال قائمة، دير دبرا دامو من القرن السادس.

### غرب إفريقيا

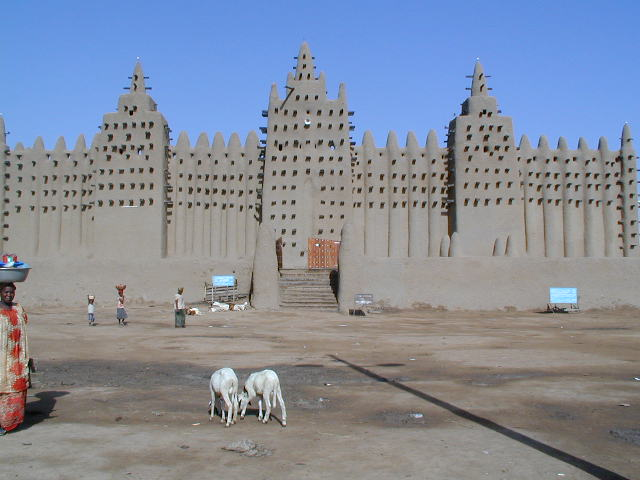
جامع جنينة الكبير في مالي، الذي بني لأول مرة في القرن الثالث عشر وأعيد بناؤه في 1906-1909، هو أكبر مبنى من الطين في العالم.

#### النوق
يرجع تأريخ آثار حضارة النوق إلى 790 قبل الميلاد، وتقع في هضبة جوس في نيجيريا، بين النيجر ونهر بنوي. خلال التنقيب عن مستوطنة النوق في سامون دكيا، يظهر أنه كان هناك نزعة إلى البناء على القمم. مستوطنات النوق لم يتم حفرها على نطاق واسع. مواقع حضارة الساو من مستوطنات المدينة المسورة في منطقة بحيرة تشاد (التي تقع على نهر شاري) تعد أقدم موقع وجد حتى الآن في زيلوم، تشاد، ويعود إلى الألفية الأولى على الأقل.

#### مئذنة غوباري (كاتسينا)
يقال ان غوباري هو أول مبنى متعدد الطوابق في غرب افريقيا، حيث يعتقد ان بناءه قد اكتمل خلال عهد حاكم كاتسينا (الملك) محمد الكروي (1398-1408 ميلادي) وهو أول ملك كاتسينى مسلم. في بداية القرن السادس عشر، أصبحت كاتسينا مركزا تجاريا وأكاديميا هاما جدا في الهوسا، وقد نما مسجد غوباري وأصبح مؤسسة شهيرة للتعليم العالي الإسلامي. وظل غوباري هو مسجد كاتسينا المركزي حتى بداية القرن التاسع عشر الميلادي.

#### ولاتة تيشيت (غانا القديمة)
ولاتة تيشيت هي أقدم مجموعة من المستوطنات الأثرية في غرب إفريقيا، وهي أقدم مجموعة من المستوطنات الحجرية جنوب الصحراء الكبرى. تم بناؤها من قبل شعب السننكي ويعتقد أنها تمهيدا لإمبراطورية غانا. تم تسويتها من قبل المزارعين الرعويين حوالي 2000 قبل الميلاد - 300 قبل الميلاد مما يجعلها أقدم 1000 سنة تقريباً مما كان يعتقد سابقا. نجد شوارع جيدة ومجمعات سكنية محصنة كلها مصنوعة من الحجر الحجري. في المجموع، كان هناك 500 مستوطنة.

## عمارة العصور الوسطى

### شمال إفريقيا

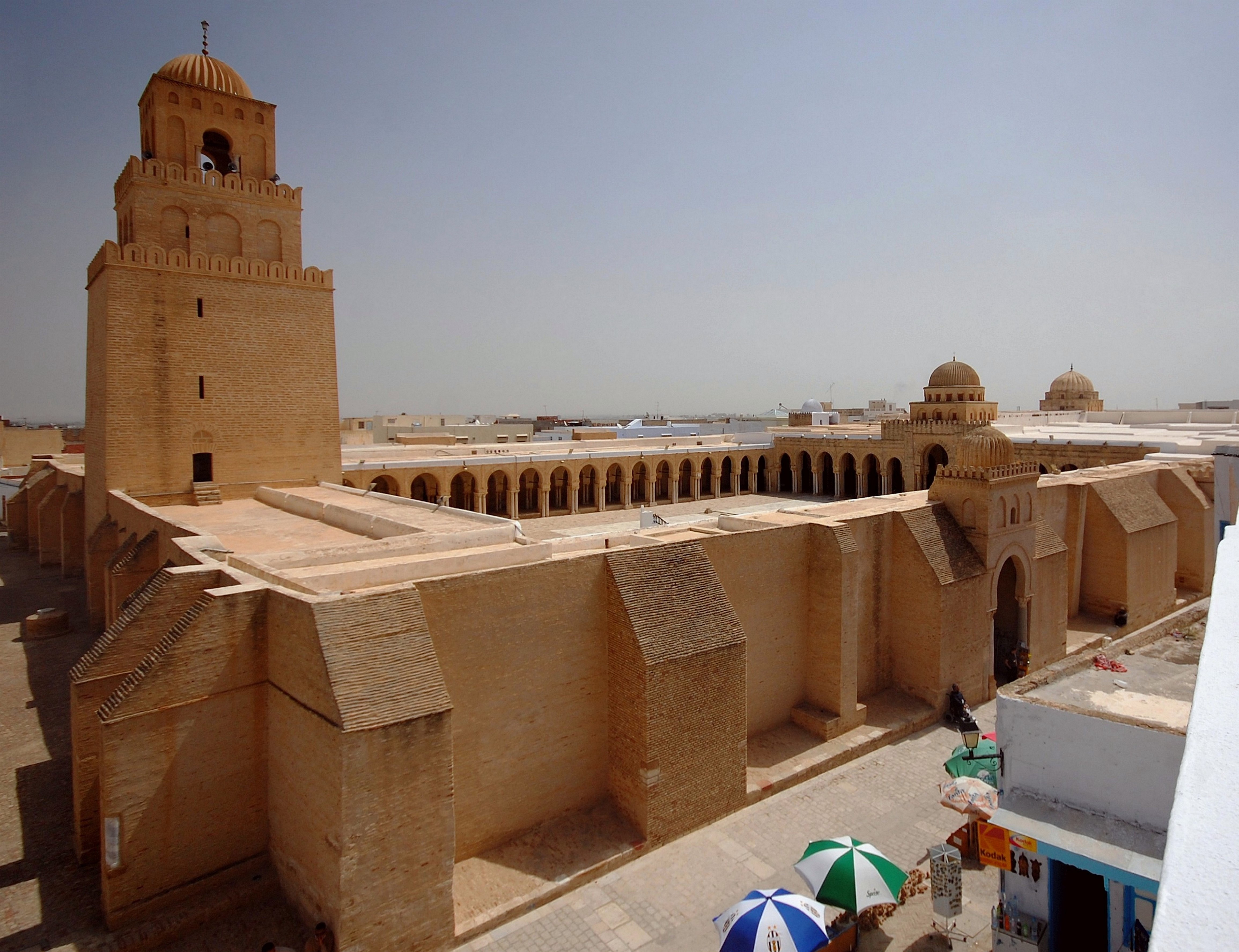
المسجد الكبير في القيروان، يدعى أيضاً «جامع عقبة بن نافع»، هو أقدم مسجد في شمال إفريقيا (القرنين 7 إلى 9)، القيروان، تونس.

أدى الفتح الإسلامي لشمال إفريقيا إلي تطور العمارة الإسلامية في المنطقة، بما في ذلك المباني الشهيرة مثل جامع عقبة بن نافع بالقيروان أو قلعة صلاح الدين الأيوبي بالقاهرة.

ظهر الآجر لأول مرة حوالي 1000 ميلادية في المغرب العربي والأندلس.

### القرن الإفريقي

#### الصومال

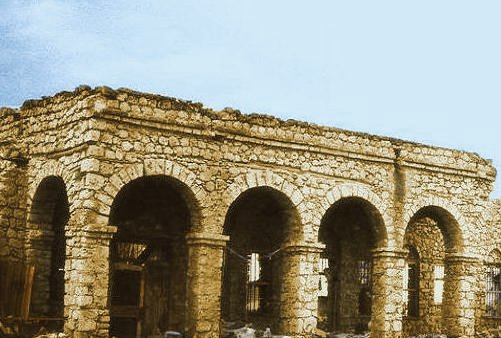
أنقاض سلطنة عدل في زيلع، الصومال

العمارة الصومالية هي تقليد غني ومتنوع للهندسة وتصميم مختلف أنواع البناء مثل المدن الحجرية والقلاع والمعاقل والحصون والمساجد والمعابد والقنوات والمآذن والأبراج والمقابر خلال العصور القديمة، والعصور الوسطى والحديثة المبكرة في الصومال. ويشمل أيضا دمج الهندسة المعمارية الصومالية الإسلامية مع التصاميم الغربية في الوقت المعاصر.
في الصومال القديمة، كانت المباني الهرمية التي تدعى «تالو» بالصومالية أسلوب شعبي للدفن بجانب مئات من هذه الآثار من الطوب الجاف المنتشرة في جميع أنحاء البلاد اليوم. وقد بنيت المنازل من أحجار بناء مماثلة لتلك المستخدمة في مصر القديمة، وهناك أمثلة على الأفنية والجدران الحجرية الكبيرة مثل جدار ورغيد المحيط بالمستوطنات.
أدى انتشار الإسلام بشكل سلمي في أوائل العصور الوسطى من تاريخ الصومال إلى التأثيرات المعمارية الإسلامية من شبه الجزيرة العربية وبلاد فارس، الأمر الذي حفز تحولا في البناء بالطوب الجاف وغيرها من المواد ذات الصلة بالأحجار المرجانية والطوب اللبن والاستخدام واسع النطاق للحجر الجيري في العمارة الصومالية . تم بناء العديد من التصاميم المعمارية الجديدة مثل المساجد على أنقاض المباني القديمة، وهي ممارسة استمرت مرارا وتكرارا على مر القرون التالية.

#### العمارة الاكسومية

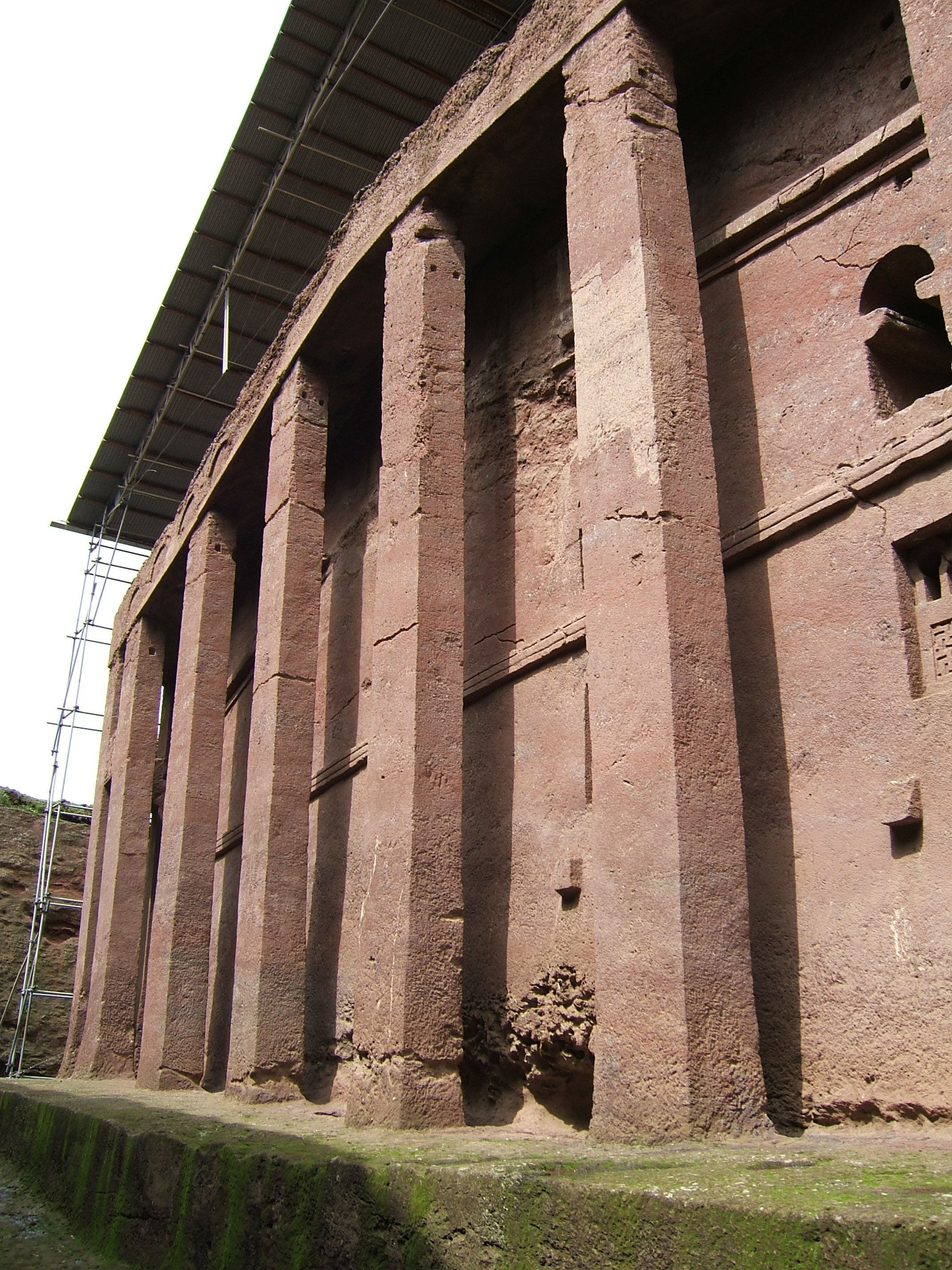
بيت ميدان عليم، لاليبيلا، إثيوبيا، أكبر كنيسة مونوليثية في العالم.

على مدار العصور الوسطى، استمرت العمارة والتأثيرات الأكسومية وتقاليدها المونوليثية، مع تأثيرها الأقوى في الفترة المبكرة من العصور الوسطى (أكسوم الحديثة) وعصور زغوي (عندما كانت كنائس لاليبيلا منحوتة). خلال العصور الوسطى، وخاصة خلال القرنين العاشر إلى الثاني عشر، كانت الكنائس محفورة من الصخور في جميع أنحاء إثيوبيا، وخاصة خلال منطقة تغراي الشمالية، التي كانت قلب إمبراطورية أكسوميت. ومع ذلك، تم العثور على الكنائس الصخرية إلى الجنوب عند أدادي مريم (القرن 15)، على بعد حوالي 100 كم جنوبأديس أبابا. أشهر مثال على الهندسة المعمارية الإثيوبية الصخرية هي الـ 11 كنيسة المونوليثية في لاليبيلا، وجدت في جميع أنحاء المدينة وكانت منحوتة من الطين البركاني الأحمر. على الرغم من أن سير القديسين في أواخر القرون الوسطى عزت جميع الهياكل الـ11 إلى الملك المسمى لاليبيلا (كانت المدينة تسمى روحا وأديفا قبل عهده)، أدلة جديدة تشير إلى أنها قد تكون بنيت بشكل منفصل على مدى بضعة قرون، وعدد قليل فقط من الكنائس الحديثة تم بناؤه في عهده. عالم الآثار ديفيد فيليبسون يفترض، على سبيل المثال، أن بيت جبريل-روفائيل قد بُني في الواقع في وقت مبكر جدا من العصور الوسطى، في الفترة ما بين 600 و 800 ميلادي، بُني في الأصل كقلعة ولكن تحول لاحقا إلى كنيسة.

### غرب إفريقيا

#### غانا
في كمبي صالح، عاش السكان المحليون في مساكن على شكل قبة في قسم الملك من المدينة، ويحيط به سور كبير. عاش التجار في منازل حجرية في قسم كان يضم 12 مسجدا جميلا (كما وصفها البكري)، أحدهم كان مركزا لصلاة الجمعة.

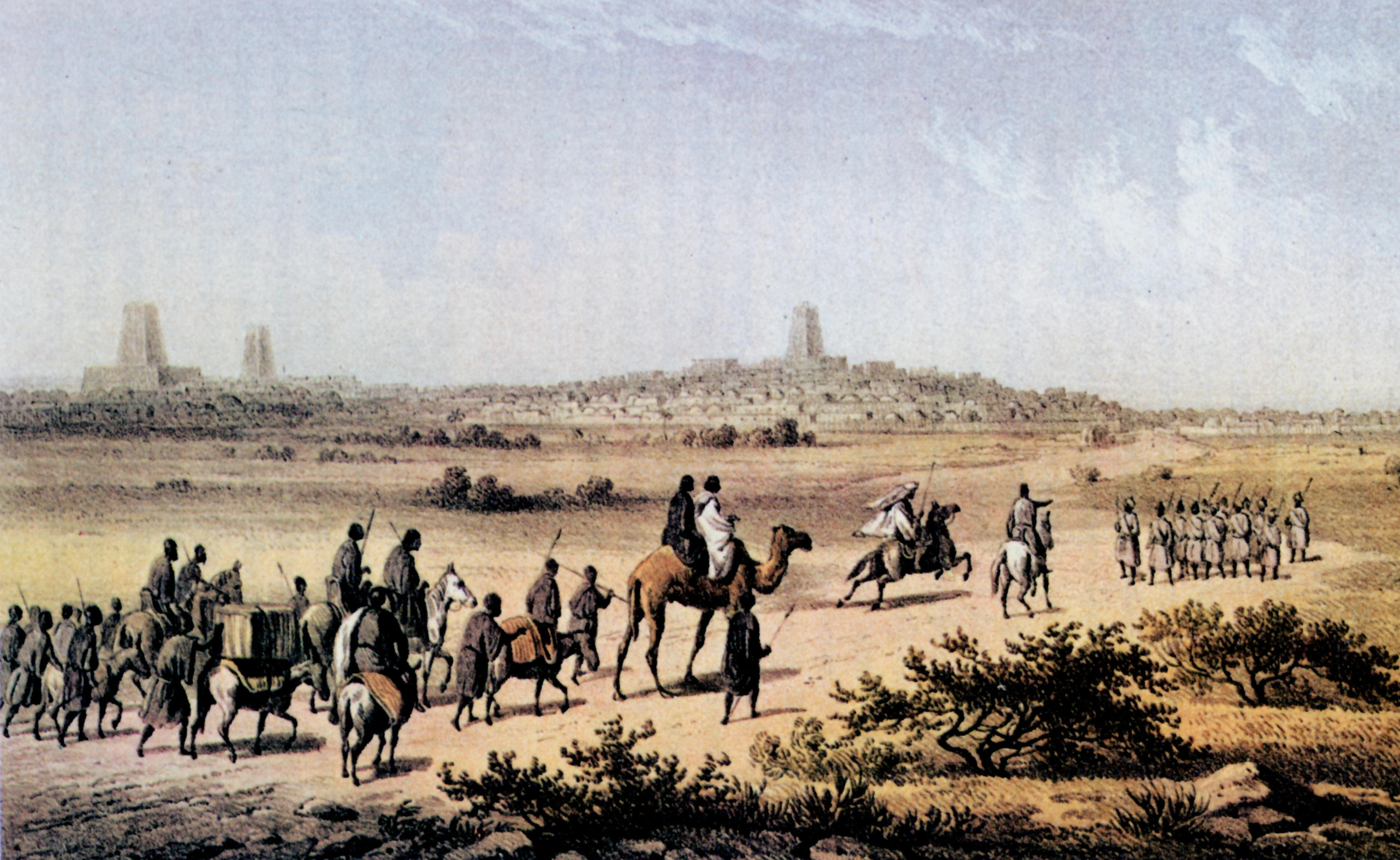
تمبكتو

يقال أن الملك كان يمتلك العديد من القصور، أحدهم يبلغ طوله ستة وستين قدما، وعرضه اثنين وأربعين قدما، ويضم سبع غرف، كان مكون من اثنين من الطوابق العالية، وكان فيه درج. وكانت الجدران والغرف مليئة بالنحت والرسم. نمت العمارة الساحلية في البداية في مدينتي جنينة وتمبكتو. كان مسجد سنكوري في تمبكتو، الذي شيد من الطين على الأخشاب، مشابها في الأسلوب للمسجد الكبير في جينية.

#### البرنو-الكانم
غازرغامو عاصمة إمبراطورية البرنو-الكانم، كان يبلغ عدد سكانها 200,000 نسمة تقريباً. كان لديها أربعة مساجد يمكن أن تتسع لما يصل إلى 12,000 من المصلين. كانت محاطة بجدار يبلغ عرضه 25 قدما (7.6 متر) وأكثر من 1.6 كم في محيطه. امتدت العديد من الشوارع الكبيرة من الممشى واتصلت بـ 660 طريقا. تم بناء المبنى الرئيسي والهيكل بالطوب الأحمر. وتم بناء مبان أخرى بالقش والطين اللبن.

#### ممالك الهوسا
كانت توجد ست مدن مهمة في مدينة الهوسا: كانو، وكاتسينا، ودورا، وغبير، وزازاو، وبرام. كانو كانت الأكثر أهمية. كانت المدينة محاطة بسور من الأسوار المقواة من الحجر والطوب. كانو احتوت على قلعة بالقرب منها سكنت الطبقة الملكية. تم فصل السكن الفردي عن طريق جدار «ترابي». كلما ارتقى وضع المقيم كلما تحسن الجدار. كان المدخل يشبه المتاهة لعزل النساء. وفي الداخل بالقرب من المدخل كان يوجد مسكن المرأة غير المتزوجة. وبعيداً في الأسفل، كانت مساكن العبيد.

#### بنين

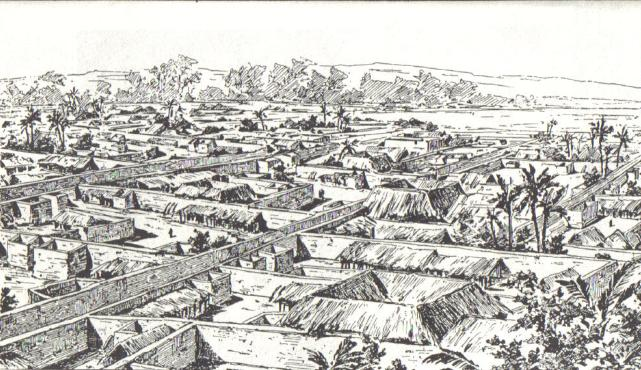
رسم لمدينة بنين بواسطة ضابط إنجليزي، 1897

أدى صعود الممالك في المنطقة الساحلية لغرب إفريقيا إلى إنتاج العمارة التي تعتمد على التقاليد الأصلية، مستخدمة الخشب. كانت مدينة بنين الشهيرة، التي دمرتها الحملة العقابية، مجمع كبير من المنازل المبنية بالطين المحنك، بأسطح منكسرة من الألواح الخشبية أو أوراق النخيل. كان للقصر سلسلة من الغرف الاحتفالية، وزينت بلوحات برونزية. جدران مدينة بنين تم اختيارها كأكبر هيكل من صنع الإنسان في العالم. كتب فريد بيرس في نيو ساينتست:
"تمتد لحوالي 16,000 كيلومتر في كل فسيفساء مكونة من أكثر من 500 من حدود المستوطنة المترابطة، وتغطي 6500 كيلومترا مربعا، وكلها حفرت من قبل شعب إيدو.بشكل عام، فهي أربع مرات أطول من سور الصين العظيم، واستهلكت مواد أكثر مئة مرة من هرم خوفو الأكبر، واستغرقت ما يقدر بحوالي 150 مليون ساعة من الحفر للبناء، وربما تكون أكبر ظاهرة أثرية على هذا الكوكب."

#### أشانتي

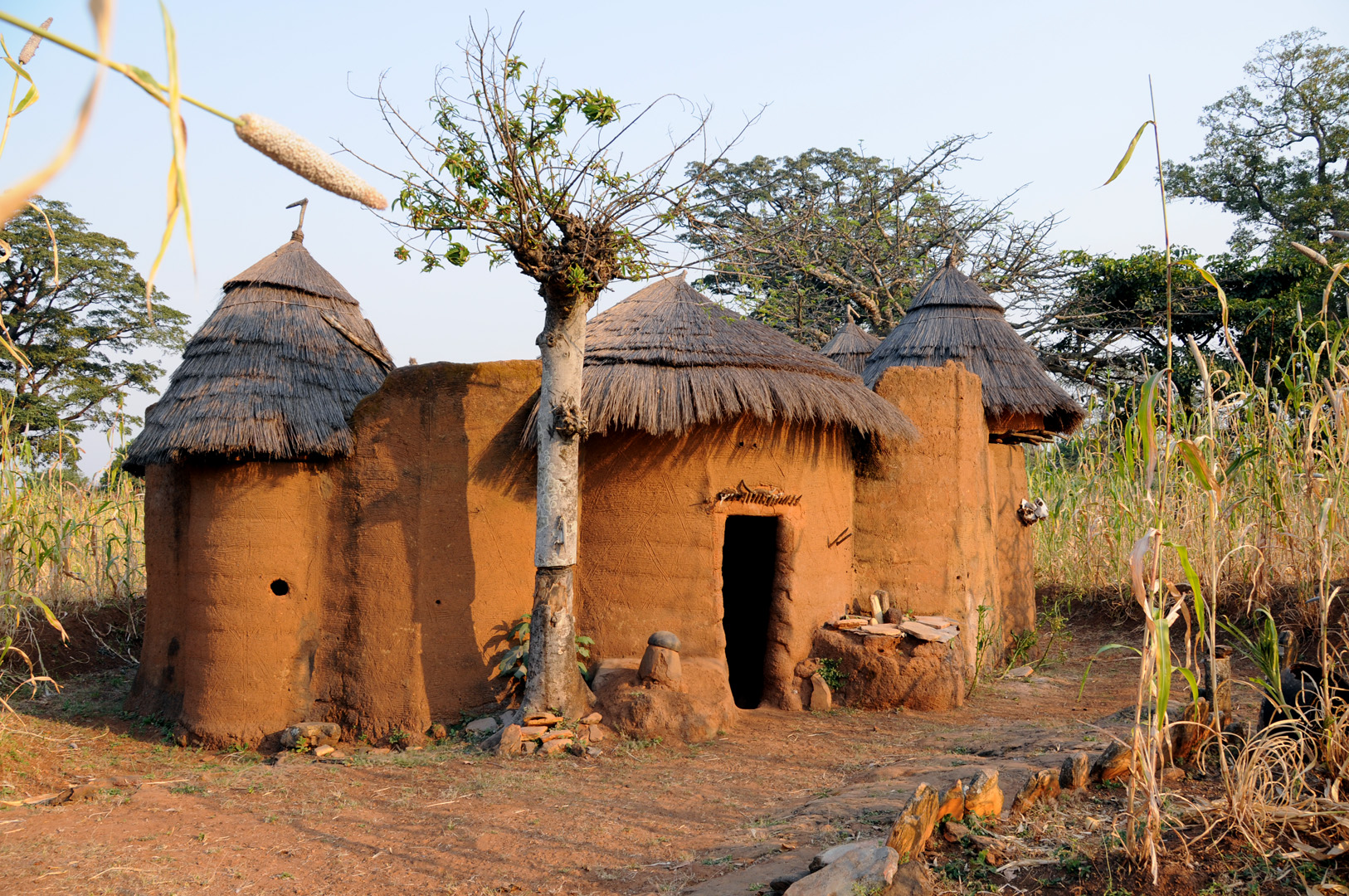
منزل تقليدي في بنين.

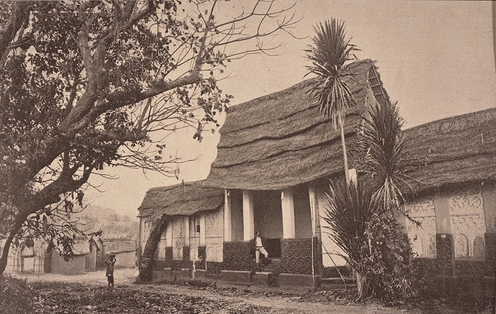
منزل تقليدي في اشانتي

عمارة أشانتي في غانا على الأرجح معروفة بشكل أكبر بسبب إعادة الإعمار في كوماسي. سماتها الرئيسية هي المباني المأسسة على فناء، والجدران ذات النقوش المدهشة من الجص الطيني المرسومة بألوان زاهية. ويمكن رؤية مثال لضريح في بوجيس، غانا. يحتوي على أربع غرف مستطيلة الشكل، مبنية بالتعريشة والجص، تقع حول فناء. تصاميم ورسومات الحيوانات منقوشة على الجدران، وأوراق النخيل مقطعة في شكل متدرج لدعم السقف.

#### اليوروبا
أحاط اليوروبا مستوطناتهم بجدران طينية ضخمة. كانت المساقط الأفقية لمبانيهم مماثلة لمزارات أشانتي، بالإضافة إلى الشرفات حول الفناء. كانت الجدران من الطين البركاني وزيت النخيل. إريدو سونغبو هو أشهر حصون اليوروبا وثاني أكبر صرح جداري في إفريقيا، وهو هيكل تم بناؤه تكريما لملك محلي يدعى بيليكيسو سونغبو في القرنين التاسع عشر والحادي عشر. تتكون من الجدران الطينية الممتدة والوديان التي تحيط بلدة إيجيبو-أود في ولاية أوغون. إريدو سونغبو هو أكبر نصب في إفريقيا في فترة ما قبل الاستعمار، أكبر من الهرم الأكبر أو زيمبابوي العظمى.

### شرق إفريقيا
إنجاروكا هي مستوطنة مدمرة على سفوح جبل نغورونغورو في شمال تنزانيا. وشملت المستوطنة سبع قرى متدرجة على امتداد الجبل. تم استخدام بنية معقدة من قنوات الري الحجرية لحجز، وتخزين، وتحديد مستوى مياه النهر المحيطة. القنوات الحجرية تعمل على امتداد الجبل والقاعدة. بعض هذه القنوات كان يبلغ طولها عدة كيلومترات تقوم بتغذية قطع الأراضي الفردية. وقامت قنوات الري بتغطية مساحة إجمالية تبلغ 5000 فدان (20 كم2).

#### بوروندي
لم يكن لدى بوروندي عاصمة ثابتة. كان أقرب شيء هو التلة الملكية، عندما انتقل الملك، أصبح الموقع العاصمة والتي تسمى إنساغو. المجمع نفسه كان محاطا بسور مرتفع. وكان للمجمع مدخلين. واحد كان للرعاة والقطعان. والآخر كان يؤدي إلى القصر الملكي. هذا القصر كان محاطا بسور. كان للقصر الملكي ثلاثة أفنية ملكية. كل منها يخدم وظيفة محددة، واحد للرعاة، وآخر للملجأ، وأحدهم للمطبخ والصوامع.

#### رواندا
كانت نيانزا عاصمة ملكية لرواندا. تم بناء الإبوامي (منزل الملك) على تلة. واحتلت المساكن الدائمة أو المؤقتة التلال المحيطة. وكانت هذه المساكن أكواخ مستديرة محاطة بساحات كبيرة وأسوار عالية لفصل المجمعات السكنية عن بعضها. كان المجمع الملكي (الروجو) مكون من سياج قصبي دائري حول المنازل المصنوعة من القش. كانت المنازل مغطاة بالسجاد مع الحصير وكانت تحتوي على موقد طيني في المركز للملك وزوجته والوفد المرافق له. كان البيت الملكي يبلغ حوالي 200-100 ياردة. بدا وكأنه متاهة ضخمة من الأكواخ المتصلة ومخازن الحبوب. كان له مدخل واحد يؤدي إلى ساحة عامة كبيرة تسمى كاروباندا.

#### كيتارا وبنيورو
في غرب أوغندا توجد العديد من الأعمال الترابية بالقرب من نهر كاتونغا. وكانت هذه الأعمال الترابية تابعة لإمبراطورية كيتارا. أكثر تلك الأعمال شهرة كان بيغو بيا موجيني وهو يبلغ حوالي أربعة أميال مربعة على جانب واحد من نهر كاتونغا. تم حفر الخندق الأرضي عن طريق رفع الحفر عبر طبقى سفلى صلبة، يبلغ حوالي 200,000 متر مكعب. وكان يرتفع حوالي 12 أقدام (3.7 م). ليس من المؤكد ما إذا كانت الوظيفة للدفاع أو الاستخدام الرعوي. ولا يعرف سوى القليل جدا عن أعمال الحفر الأوغندية.

#### بوغندا
كيبوغا عاصمة بوغندا تغيرت باستمرار من تل إلى آخر، مع كل تغيير يحدث في كاباكا. في أواخر القرن التاسع عشر، تأسست كيبوغا دائمة لبوغندا على تل منغو. تم تقسيم العاصمة إلى أرباع موازية للمقاطعات. وقام كل رئيس ببناء مسكن يقابل المقاطعات. قام كل رئيس ببناء مسكن للزوجة والعبيد والتابعين والزوار. وكانت المدينة تتسع لحوالي ميل ونصف. وكانت مساحات كبيرة من الأراضي متاحة لزرع الموز والفواكه. وكانت الطرق واسعة وتمت صيانتها جيدا.

#### النوبة (المسيحية والإسلامية)
بدأت النوبة المسيحية في القرن السادس. العمارة الأكثر تمثيلا لها هي الكنائس. وهي تستند إلى البازيليكا البيزنطية. الهياكل صغيرة نسبيا ومصنوعة من الطوب الطيني. وكانت العمارة المحلية شحيحة في الفترة المسيحية. عمارة سوبا (مدينة) هي الوحيدة التي تم حفرها. الهياكل كانت من الطوب المجفف في الشمس، كما هو الحال اليوم في السودان، باستثناء القنطرة والقبو. في الإسلام، خلال عهد الفاطميين، تحولت النوبة في القرن الحادي عشر إلى الإسلام وأصبحت معرّبة. وكان مسجد دير يعد أهم مساجدها في تلك الفترة.

#### الدول السواحيلية
في أقصى الجنوب، شهدت التجارة المتزايدة (التجار العرب) وتنمية الموانئ ولادة العمارة السواحيلية. تم تطويرها من خلال نمو مستوطنات البانتو الأصلية، ومن أوائل الأمثلة على ذلك قصر حسني كوبوا الواقع غرب كيلوا، الذي بني عام 1245. وكما هو الحال مع العديد من المباني السواحيلية المبكرة، كانت الأحجار المرجانية هي مادة البناء الرئيسية، تم بناء السقف من خلال ربط المرجان بالأخشاب. على النقيض من ذلك، كان القصر في كيلوا عبارة عن برج من طابقين، محاط بالجدران. من ضمن المباني البارزة الأخرى من هذه الفترة المقابر ذات الأعمدة مثل ماليندي ومناراني في كينيا، وفي أماكن أخرى، كانت تبنى في الأصل من المرجان ولكن في وقت لاحق من الحجر. وتشمل الأمثلة اللاحقة في ذروة تلك الفترة مدينة ستون تاون في زنجبار، مع أبوابها المنحوتة الشهيرة، والمسجد الكبير في كيلوا.

### إفريقيا الوسطى

#### الكونغو

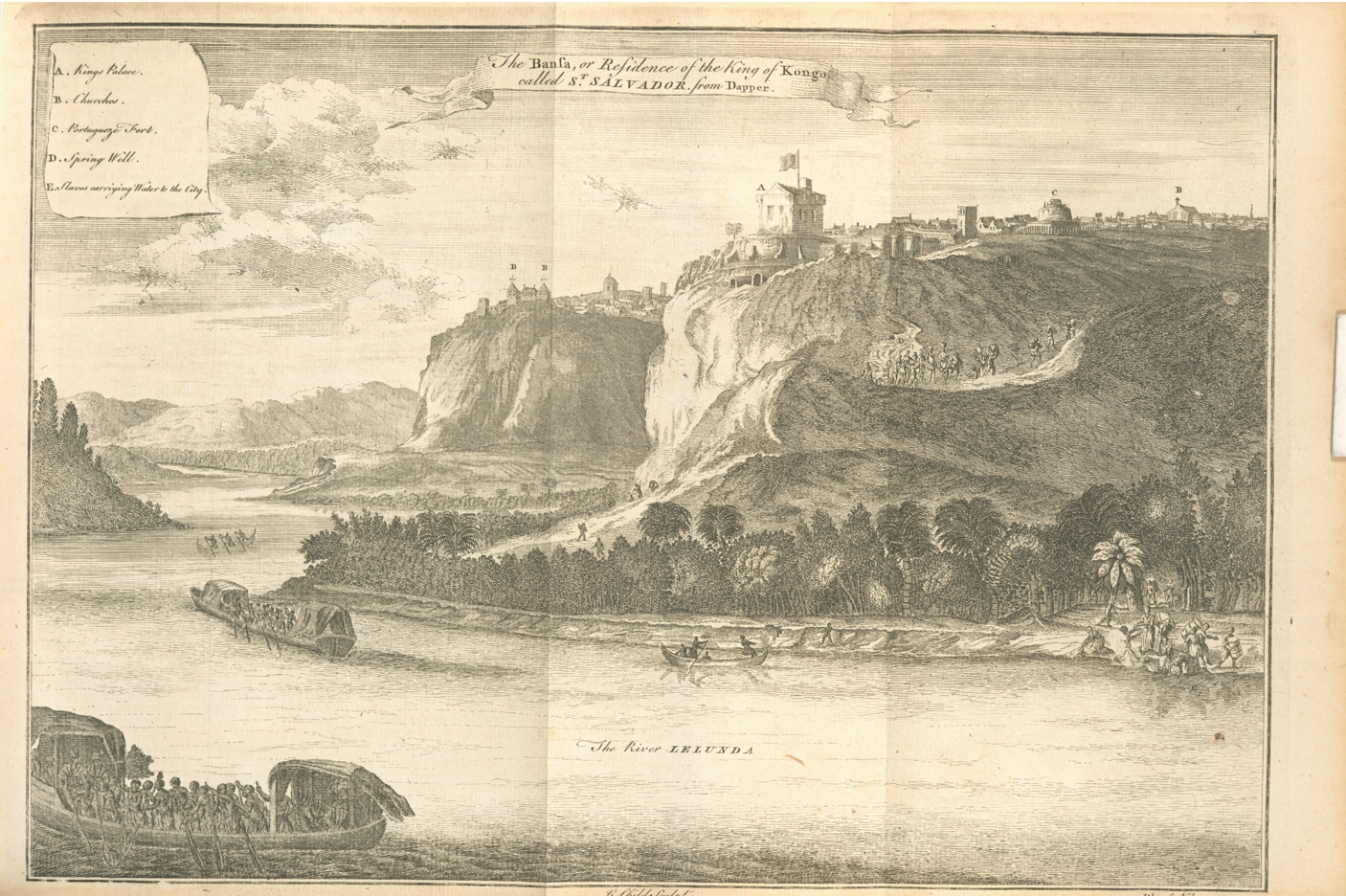
عاصمة مملكة الكونغو

مبانزا كانت عاصمة مملكة كونغو وبلغ عدد سكانها 30000. وكانت تقع على هضبة تعتلي وادي من الغابات ويجري من تحتها نهر . تم وصف مسكن الملك على أنه ميل ونصف من المسارات المسورة، بالإضافة إلى فناء، وحدائق، وأكواخ مزخرفة، وحواجز. ووصفه أحد المستكشفين الأوائل بأنه شبيه بمتاهة كريت.

#### كوبا
كانت عاصمة مملكة كوبا محاطة بسياج ارتفاعه 40 بوصة (1000 مم). داخل السور كانت توجد الطرق، والقصر الملكي المسور، والمباني الحضرية. وكان القصر مستطيلا وفي وسط المدينة.

#### اللوبا
يميل شعب اللوبا إلى التجمع في قرى صغيرة، بمنازل مستطيلة تواجه شارع واحد. وكان الكيلولو، وهم من كبار الزعماء، يرأسون حكومة القرية المحلية، تحت حماية الملك. الحياة الثقافية تتمحور حول كيتينتا، المجمع الملكي، الذي أصبح فيما بعد عاصمة دائمة. وجذبت كيتينتا الفنانين والشعراء والموسيقيين والحرفيين، مدفوعة من قبل رعاية البلاط الملكي.

#### لوندا
أنشأت إمبراطورية لوندا (الغربية) عاصمتها على بعد 100 كم من كاساي في الغابة المفتوحة، على مسافة 15 كم بين النهرين. كانت محاطة بأسوار ترابية محصنة. والخنادق الجافة كانت تمتد لأكثر من 30 كم. كان مجمع الموسومبا في مواتو يامفو محاطاً بمجموعة كبيرة من الأشجار الحية مزدوجة الطبقات أو الأسوار الخشبية. كانت الموسومبا تحتوي على فناءات متعددة بوظائف محددة، وطرق مستقيمة معتدلة، وساحات عامة. وقد لاحظ المراقبون الأوروبيون قيمة المجمع الصحي والنظافة التي شملت نطاق واسع.

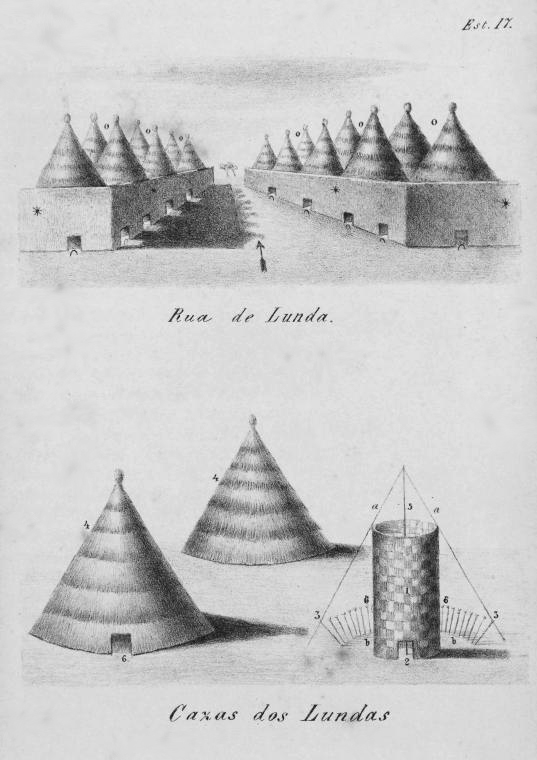
مساكن لوندا حيث يظهر الميدان والمخروط علي الأرض، نوع من العمارة الإفريقية العامية.

#### لوندا الشرقية
تم وصف مسكن كاسيمب (الملك) في لوندا الشرقية بأنه يحتوي على طرق مسيجة، على بعد ميل. كانت الجدران المحيطة مصنوعة من العشب، تبلغ 12-13 شبراً في الارتفاع. تؤدي الطرق المسيجة إلى كوخ مستطيل مفتوح على الجانب الغربي. في المركز كان يوجد تمثال على قاعدة خشبية يبلغ في حوالي 3 شبر في الارتفاع.

#### مارافي
بنى شعب مارافي جسور تسمى أورارو بسبب تغير عمق النهر. كانت هذه الجسور مصنوعة من الخيزران. وضعت سيقان الخيزران موازية لبعضها البعض وربطت معا بواسطة اللحاء (ماروز). طرف الجسر يكون مربوطاً بشجرة ثابتة. قد ينحني الجسر للأسفل إلى نحو 80 شبراً عند الاستخدام. سيقان الخيزران على أعلي جانبي الجسر تعملان بمثابة الدرابزين.

### جنوب إفريقيا
توجد في جنوب إفريقيا تقاليد قديمة وواسعة النطاق للبناء بالحجر. وقد لوحظت فئتين واسعتين من هذه التقاليد: 1. نمط زيمبابوي 2. نمط الدولة الحر لترانسفال. يوجد في شمال زامبيزي عدد قليل جدا من الأنقاض الحجرية. جزيرة مدغشقر الواقعة في المحيط الهندي، جزء جغرافي في الجنوب الإفريقي، متميزة ثقافيا على نحو ما تعكسه تأثيرات جنوب شرق آسيا في أنماطها المعمارية التي جلبها المهاجرون البحريون الأوائل الذين استقروا في الجزيرة.

#### الأفريكانية

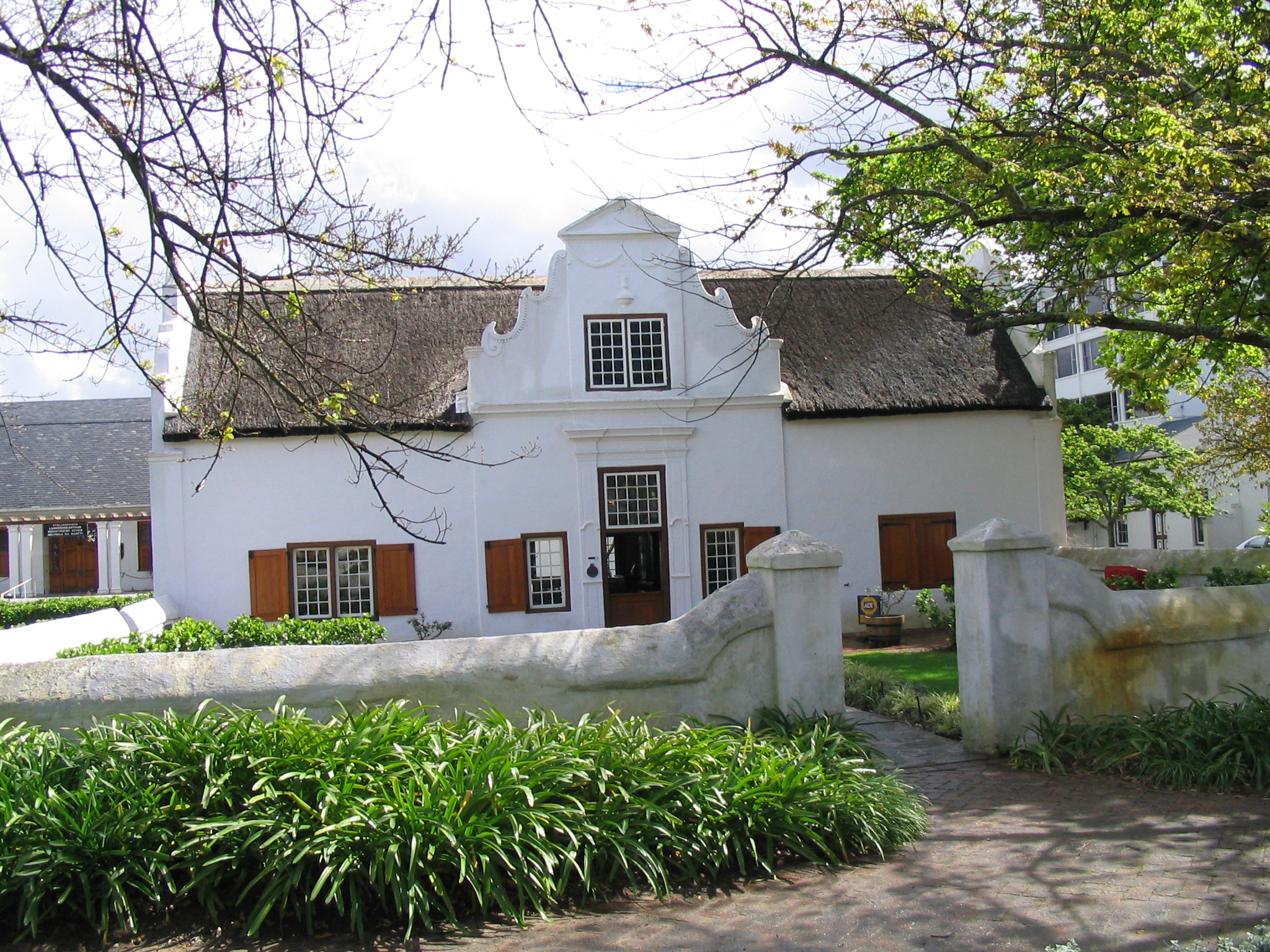
منزل تقليدي على طراز الخليج الهولندي في ستيلينبوش

عمارة الخليج الهولندي هي عمارة أفريكانية تقليدية في جنوب إفريقيا، وهي واحدة من الأنماط الأكثر تميزا في الهندسة المعمارية «الاستيطانية» في العالم. معروفة باسم طراز «الخليج الهولندي»، لأنها نشأت خلال القرن ونصف القرن الذي كان فيه الخليج مستعمرة هولندية. حتى في نهاية تلك الفترة، في بداية القرن التاسع عشر، كانت المستعمرة يسكنها أقل من خمسين ألف شخص، ومعظمهم من البشرة البيضاء والبنية. وقد انتشر هذا الرقم على مساحة تقترب من مساحة المملكة المتحدة. ومع ذلك، على الرغم من عددهم الصغير، وعلى غرار هذه المنطقة الشاسعة، كان نمط الخليج الهولندي متنساقاً بطريقة مذهلة، يرتبط بوضوح بالعمارة الريفية في شمال غرب أوروبا، ولكن بشكل واضح على قدم المساواة مع شخصيتها الإفريقية وسماتها الخاصة.

#### الشونا
تعتبر مابونغوبو المجتمع الأكثر تعقيدا اجتماعيا في الجنوب الإفريقي. أول ثقافة في الجنوب الإفريقي يظهر فيها التمييز الاقتصادي. تم فصل النخبة على مستوطنة جبلية، مصنوعة من الحجر الرملي. وكان ذلك بمثابة مقدمة لزمبابوي الكبرى. تم نقل مسارات ترابية كبيرة إلى أعلى التل. كان يوجد موقد طبيعي في أسفل التل وفي الأعلى مقبرة النخبة. كان هناك طريقان فقط إلى الأعلى، أحدهما كان شق حاد ضيق على امتداد التل حيث كان للمراقبون أعلاه منظر ورؤية واضحة.

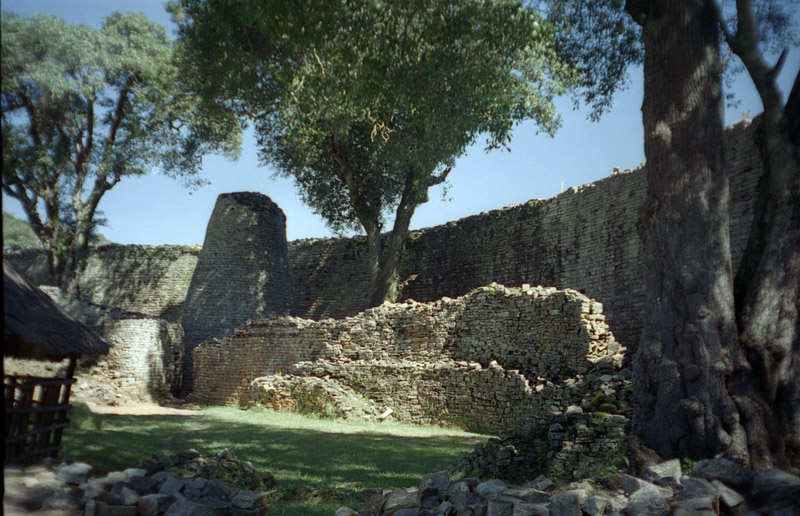
البرج المخروطي داخل الضميمة الكبيرة في زيمبابوي العظمى، وهي مدينة من القرون الوسطىبنيت بواسطة ثقافة مزدهرة

زيمبابوي العظمى هي أكبر مدينة من القرون الوسطى في جنوب الصحراء الكبرى في إفريقيا. تم بناء زيمبابوي العظمى وتوسعت في فترة امتدت لأكثر من 300 سنة على الطراز المحلي الذي تجنب الخطوط المستقيمة بعكس المنحنيات. لم يقع المجمع الأول ولا الأخير من حوالي 300 مجمع مماثل على هضبة زيمبابوي، يتم فصل زيمبابوي العظمى من خلال الحجم الرائع لهيكلها. وكان يشار عادة إلى صرحها الهائل باسم الضميمة أو التطويق العظيم، لديها جدران حجرية تصل إلى 36 قدما (11 مترا) في الارتفاع وتمتد حوالي 820 قدما (250 مترا)، مما يجعلها أكبر بنية قديمة في جنوب الصحراء الكبرى. المنازل داخل التطويق كانت دائرية وشيدت من الجص والتعريشة، مع الأسقف المخروطية المصنوعة من القش.
كانت ثولاميلا مشابهة لمابونغوبوي وزيمبابوي العظمى حيث عرضت تصميم وطراز معماري مماثل.

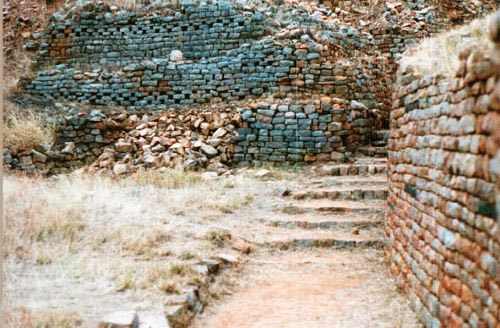
التلة المدرجة، طريق الدخول لخامي، عاصمة دولة توروا.

كانت خامي عاصمة ولاية توروا وخلف زيمبابوي العظمى. وقد تم تنقيح تقنيات زمبابوي العظمى وتطويرها. تم بناء جدران مفصلة من خلال ربط الحجارة المقطعة بعناية والتي تشكل التلال المدرجة.

### سوثو-تسوانا
عمارة سوثو / تسوانا تمثل التقليد الآخر للبناء الحجري في جنوب إفريقيا، وتتركز في ترانسفال، شمال هايفلد وجنوب فال. تم العثور على العديد من الحواجز الحجرية الكبيرة وأساسات لبيوت حجرية في المنطقة. كانت مولوكويني، عاصمة كوينا (تسوانا)، مدينة ذات جدران حجرية ضخمة مثل عاصمة لوندا الشرقية.

#### زولو ونغوني
بنيت عمارة الزولو بواسطة مواد أكثر قابلية للتلف. عادة ما يتبادر إلى الذهن أن الأكواخ على شكل قبة عندما نذكر مساكن الزولو، ولكنها لاحقا تطورت إلى قبة على جدران اسطوانية الشكل. كانت عواصم الزولو تأخذ شكلاً بيضاوياً. كان السطح الخارجي مبطنا بألواح خشبية متينة. الأكواخ المقببة في 6 صفوف من أصل 8، شكلت الجزء الداخلي للأجراف الخارجية. كان الكرال يقع في وسط العاصمة، وكان يستخدمه الملك لفحص جنوده، وعقد الماشية، أو للاحتفالات. كان عبارة عن منطقة دائرية فارغة في وسط العاصمة، محاطاً ببعض الحواجز الأقل دواما مقارنةً بالحواجز الخارجية. كان مدخل المدينة يقابل الضميمة الملكية المحصنة للغاية التي تسمى إيسيغودلو. وكان هذا هو المظهر العام لعواصم الزولو مغونغلوندوفو (عاصمة الملك دينغاني) وأولوندي (عاصمة الملك سيتشاوايو).

#### مدغشقر
تنعكس أصول جنوب شرق آسيا لأوائل المستوطنين في مدغشقر على عمارة الجزيرة، التي تتميز بها المساكن المستطيلة ذات السقف المدبب والمبنية غالباً على ركائز قصيرة. أكثر المساكن الساحلية في شرق إفريقيا مصنوع بشكل عام من مواد نباتية، في حين أن مساكن المرتفعات الوسطى تميل إلى استخدام الآجر أو الطوب. أدى إدخال الطوب في القرن التاسع عشر من قبل المبشرين الأوروبيين إلى ظهور أسلوب معماري مميز لمدغشقر يمزج بين معايير المنازل الأرستقراطية الخشبية التقليدية مع تفاصيل أوروبية.

#### ناميبيا
كان خواكسناس عبارة عن بناء جداري في جنوب شرق ناميبيا التي بناها أورلام (خوي). كان محيطه 700 متر و 2 متر في الارتفاع. تم بناؤه بألواح حجرية ويعرض ملامح كل من طراز زيمبابوي وطراز ترانسفال الحر للبناء الحجري.

## عمارة الحداثة

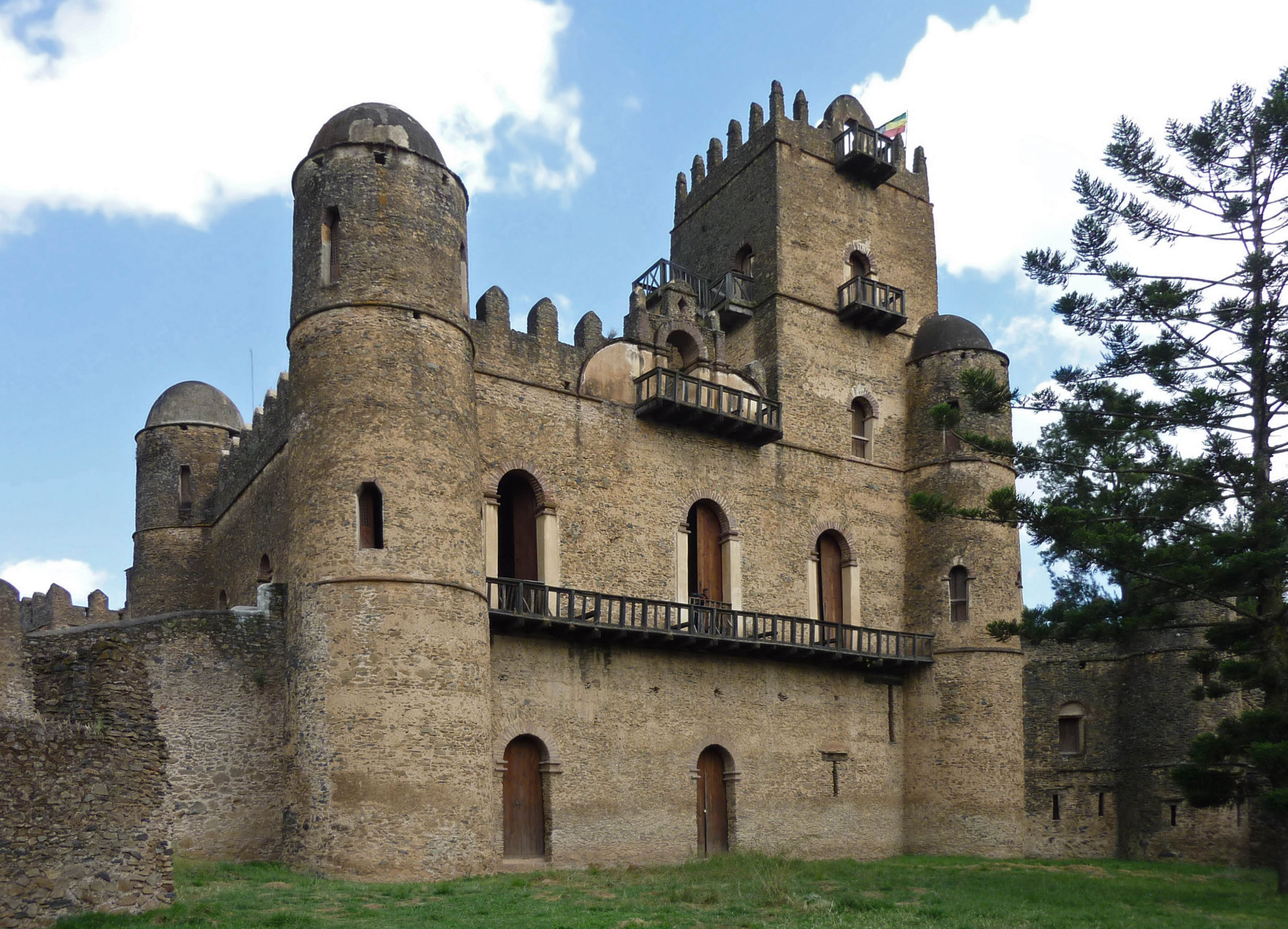
قلعة فاسيليدس، فاسيل غيبي، غوندار

خلال فترة الحداثة المبكرة، بدأ استيعاب تأثيرات متنوعة جديدة مثل الطرز الباروكية والعربية والتركية والطراز الغوجاراتي الهندي مع وصول المبشرين اليسوعيين البرتغاليين في القرنين السادس عشر والسابع عشر. وكان الجنود البرتغاليون قد جاءوا في منتصف القرن السادس عشر كحلفاء لمساعدة إثيوبيا في معركتها ضد أدال، ثم جاء اليسوعيون في وقت لاحق على أمل نشر الدين في البلاد. بعض النفوذ التركي قد دخل البلاد خلال أواخر القرن السادس عشر خلال حربها مع الإمبراطورية العثمانية، مما أدى إلى زيادة بناء الحصون والقلاع. إثيوبيا، التي يصعب الدفاع عنها طبيعيا بسبب جبالها المسطحة العديدة، والتضاريس الوعرة، لم تسفر إلا عن استخدام تكتيكي ضئيل من المنشآت على النقيض من مزاياها في التضاريس المسطحة لأوروبا ومناطق أخرى، ولم يتغير الحال عن هذه النقطة إلا بشكل ضئيل. تم بناء القلاع خاصة مع عهد سارسا دنجيل حول منطقة بحيرة تانا، وأبقى الأباطرة اللاحقون هذا التقليد، مما أدى في النهاية إلى إنشاء فاسيل غيبي (الضميمة الملكية للقلاع) في العاصمة غوندر التي تأسست حديثا (1635). تحول الإمبراطور سوسينيوس (1606-1632) إلى الكاثوليكية في 1622 وحاول جعلها ديناً للدولة، معلنا ذلك من 1624 حتى تنازله عن العرش. خلال هذه الفترة، استخدم العرب والغوجاراتية (جلبهم اليسوعيون)، والبنانيين اليسوعيون وأنماطهم، فضلا عن البنائين المحليين. مع حكم ابنه فاسليديس، تم طرد معظم هؤلاء الأجانب، على الرغم من أن بعض أنماطهم المعمارية تم استيعابها في النمط المعماري الإثيوبي السائد. حيث استمر نمط سلالة غوندرين طوال القرنين السابع عشر والثامن عشر بشكل خاص، كما أثر لاحقاً على أنماط القرن التاسع عشر الحديثة.
نمت المستعمرات الأوروبية الأولى حول ساحل غرب إفريقيا، وقامت ببناء الحصون الكبيرة، كما يمكن أن يرى في قلعة المينا، وقلعة كيب كوست، وكريستيانسبورغ، وفورت يسوع وغيرها. وكانت عادية غالباً، ذات زخرفة بسيطة، ولكن تبين المزيد من الإبداع الداخلي في فورت ديكسكوف. وزادت الزخارف الأخرى تدريجيا، وأثر الطراز فيما بعد على المباني مثل حصن لامو والقصر الحجري في كوماسي.
بحلول أواخر القرن التاسع عشر، كانت معظم المباني تعكس الانتقائية الأوروبية العصرية وأنماط التقليد المتوسطية، أو حتى أنماط أوروبا الشمالية. وتعتبر بقايا المدن القديمة الناجية في سانت لويس والسنغال وغراند بسام وسواكوبموند في ناميبيا وكيب تاون في جنوب إفريقيا ولواندا في أنغولا وفي أماكن أخرى من الأمثلة على المدن الاستعمارية من هذه الحقبة. بعض المباني تم تجهيزها مسبقاً في أوروبا وشحنها من أجل تجميعها ونصبها. استمر هذا التقليد الأوروبي بشكل جيد في القرن العشرين ببناء منازل قروية على الطراز الأوروبي، مثل شيوا نغاندو في ما أصبح الآن زامبيا، أو بيوت بور في جنوب إفريقيا، والعديد من مباني المدينة.
إحياء الاهتمام بالأساليب التقليدية يمكن أن يعزى إلى القاهرة في أوائل القرن التاسع عشر. وقد انتشر هذا إلى الجزائر والمغرب بحلول أوائل القرن العشرين، حيث بدأت المباني الاستعمارية في جميع أنحاء القارة في تقليد ومحاكاة عناصر العمارة الإفريقية التقليدية، يعد جامع جاميا في نيروبي نموذجاً لهذا. في بعض الحالات، حاول المهندسون المعماريون مزج الأنماط المحلية والأوروبية، كما في باغامويو.
بدأ تأثير عمارة الحداثة في العشرينات والثلاثينات. صمم لو كوربوزييه العديد من المخططات غير المبنية للجزائر، بما في ذلك مخططات نيمورس وإعادة بناء الجزائر العاصمة. وفي مكان آخر، كان ستيفن أهرنس نشطاً في جنوب إفريقيا، وإرنست ماي في نيروبي ومومباسا.
رأى المستقبليون الإيطاليون أسمرة فرصة لبناء تصاميمهم. تم تشييد قرى مخططة في ليبيا وشرق إفريقيا الإيطالية، بما في ذلك مدينة طرابلس الجديدة، وكلها تستخدم التصاميم الحديثة.
بعد عام 1945، قام ماكسويل فراي وجين درو بتوسيع عملهما على المدارس البريطانية في غانا، وصمما أيضاً جامعة إيبادان. وأتاحت عملية إعادة إعمار الجزائر مزيدا من الفرص، كما في كاتدرائية الجزائر، وجامعات أوسكار نيمير، وكنزو تانج، وزويفل، وسكيدمور، وأوينجز وميريل. ولكن عمارة الحداثة في هذا المعنى ظلت إلى حد كبير تحتفظ بالمهندسين المعماريين الأوروبيين حتى الستينيات، باستثناء واحد ملحوظ هو مجموعة ترانسفال في جنوب إفريقيا، الذين قاموا ببناء منازل مستوحاة من والتر غروبيوس ولو كوربوزييه.

مكتبة الإسكندرية الجديدة

تم بناء عدد من المدن الجديدة في أعقاب نهاية الاستعمار، في حين تم توسيع مدن أخرى بشكل كبير. ولعل أفضل مثال معروف هو أبيدجان، حيث كانت معظم المباني مصممة من قبل مهندسين معماريين غير أفارقة. في ياموسوكرو، تعد كنيسة سيدة السلام في ياموسوكرو مثال على الرغبة في صنع أعمال أثرية في هذه المدن الجديدة، بينما يُظهر قوس 22 في العاصمة الغامبية القديمة من بانجول نفس الجرأة.
كما ظهرت تصاميم تجريبية، وعلى الأخص مركز إيستغات في هراري، زيمبابوي. مع هذا الشكل المتقدم من تكييف الهواء الطبيعي، تم تصميم هذا المبنى للرد بدقة على مناخ هراري واحتياجاتها، بدلا من استيراد تصاميم أقل ملاءمة. واستمرت العمارة العامية الجديدة، ومثالاً لذلك، مسجد نيورو الكبير أو نيو غورنا.
من بين أبرز المنشآت الأخرى في السنوات الأخيرة إحدى أكبر السدود في العالم. يعتبر السد العالي بأسوان وسد أكوسومبو أكبر خزانات العالم. وفي السنوات الأخيرة، تم أيضا تجديد بناء الجسور في العديد من الدول، في حين أن سكة حديد غابون العابرة ربما تكون آخر السكك الحديدية العظيمة التي سيتم بناؤها.
مكتبة الإسكندرية في الشاطبي بمصر، مكتبة عامة إقليمية واسعة ومتجددة الهواء، تم بناؤها مطلة على البحر الأبيض المتوسط، تم الانتهاء منها في عام 2001، صُممت بواسطة سنوهيتا، بالتعاون مع شركة حمزة المتحدة بالقاهرة، تعد مثال جيد على البناء الحديث بالتكسية بالجرانيت. تخليداً لذكرى مكتبة الإسكندرية القديمة، التي كانت أكبر مكتبة في العالم لفترة طويلة ولكنها دمرت في العصور القديمة، فإن العمارة الجديدة للمكتبة شديدة الحداثة وغير تقليدية بالمرة.